# Freixo de Espada à Cinta (freguesia)
A Freguesia de Freixo de Espada à Cinta foi a freguesia-sede do Município de Freixo de Espada à Cinta, freguesia que tinha 74,76 km² de área e 2 188 habitantes (2011), e, por isso, uma densidade populacional de 29,3 hab/km².
Foi extinta em 2013, no âmbito de uma reforma administrativa nacional, para, em conjunto com a Freguesia de Mazouco, formar uma nova freguesia denominada União das Freguesias de Freixo de Espada à Cinta e Mazouco da qual é a sede.

## Património
- Pelourinho de Freixo de Espada à Cinta
- Igreja Matriz de Freixo de Espada à Cinta ou Igreja de São Miguel de Freixo de Espada à Cinta
- Castelo de Freixo de Espada à Cinta, com torre heptagonal
- Igreja do Convento de São Filipe Nery
- Convento de São Filipe de Nery
- Igreja da Misericórdia de Freixo de Espada à Cinta

## População
| População da freguesia de Freixo de Espada à Cinta | População da freguesia de Freixo de Espada à Cinta | População da freguesia de Freixo de Espada à Cinta | População da freguesia de Freixo de Espada à Cinta | População da freguesia de Freixo de Espada à Cinta | População da freguesia de Freixo de Espada à Cinta | População da freguesia de Freixo de Espada à Cinta | População da freguesia de Freixo de Espada à Cinta | População da freguesia de Freixo de Espada à Cinta | População da freguesia de Freixo de Espada à Cinta | População da freguesia de Freixo de Espada à Cinta | População da freguesia de Freixo de Espada à Cinta | População da freguesia de Freixo de Espada à Cinta | População da freguesia de Freixo de Espada à Cinta | População da freguesia de Freixo de Espada à Cinta |
| -------------------------------------------------- | -------------------------------------------------- | -------------------------------------------------- | -------------------------------------------------- | -------------------------------------------------- | -------------------------------------------------- | -------------------------------------------------- | -------------------------------------------------- | -------------------------------------------------- | -------------------------------------------------- | -------------------------------------------------- | -------------------------------------------------- | -------------------------------------------------- | -------------------------------------------------- | -------------------------------------------------- |
| 1864                                               | 1878                                               | 1890                                               | 1900                                               | 1911                                               | 1920                                               | 1930                                               | 1940                                               | 1950                                               | 1960                                               | 1970                                               | 1981                                               | 1991                                               | 2001                                               | 2011                                               |
| 1 935                                              | 2 154                                              | 2 133                                              | 2 285                                              | 2 439                                              | 2 322                                              | 2 505                                              | 2 692                                              | 2 500                                              | 2 581                                              | 2 202                                              | 2 396                                              | 2 261                                              | 2 131                                              | 2 188                                              |